# Solenopsis nickersoni
Solenopsis nickersoni är en myrart som beskrevs av Thompson 1982. Solenopsis nickersoni ingår i släktet eldmyror, och familjen myror. Inga underarter finns listade i Catalogue of Life.

## Bildgalleri

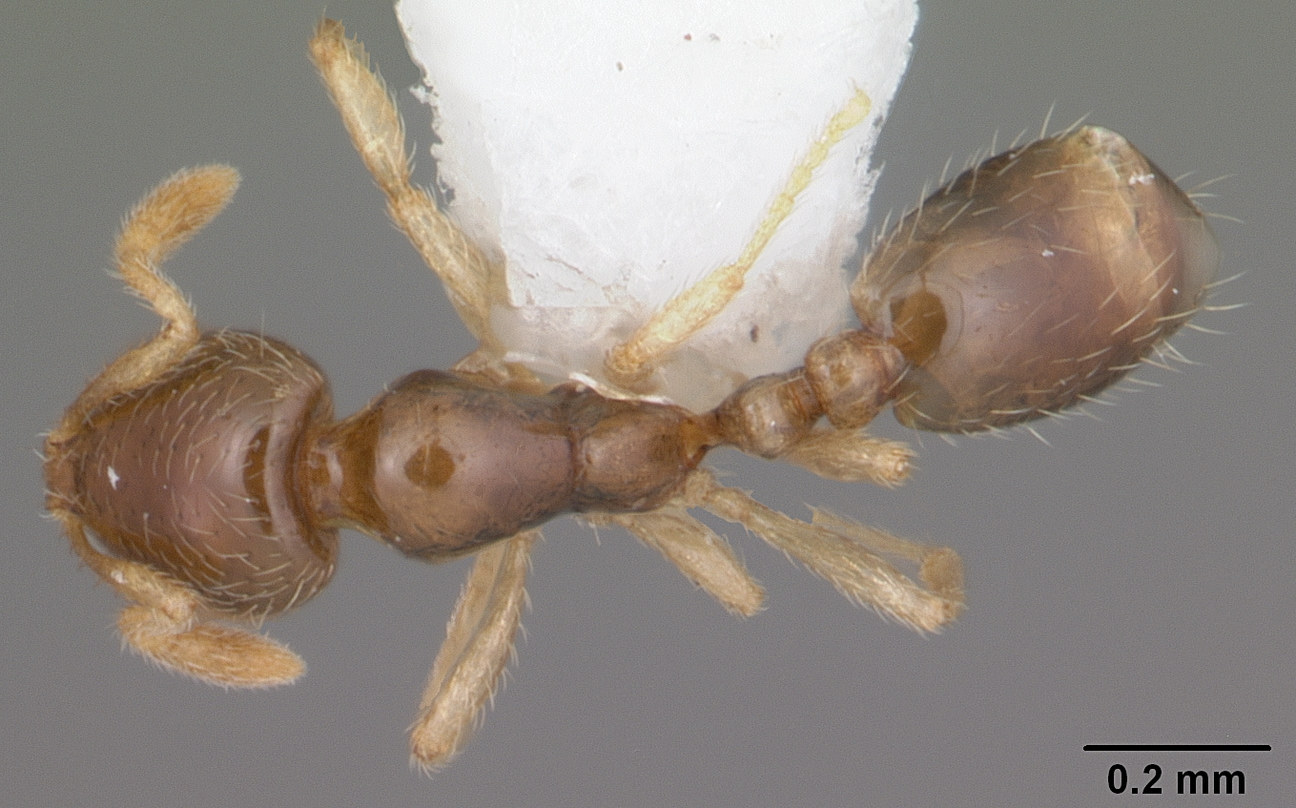
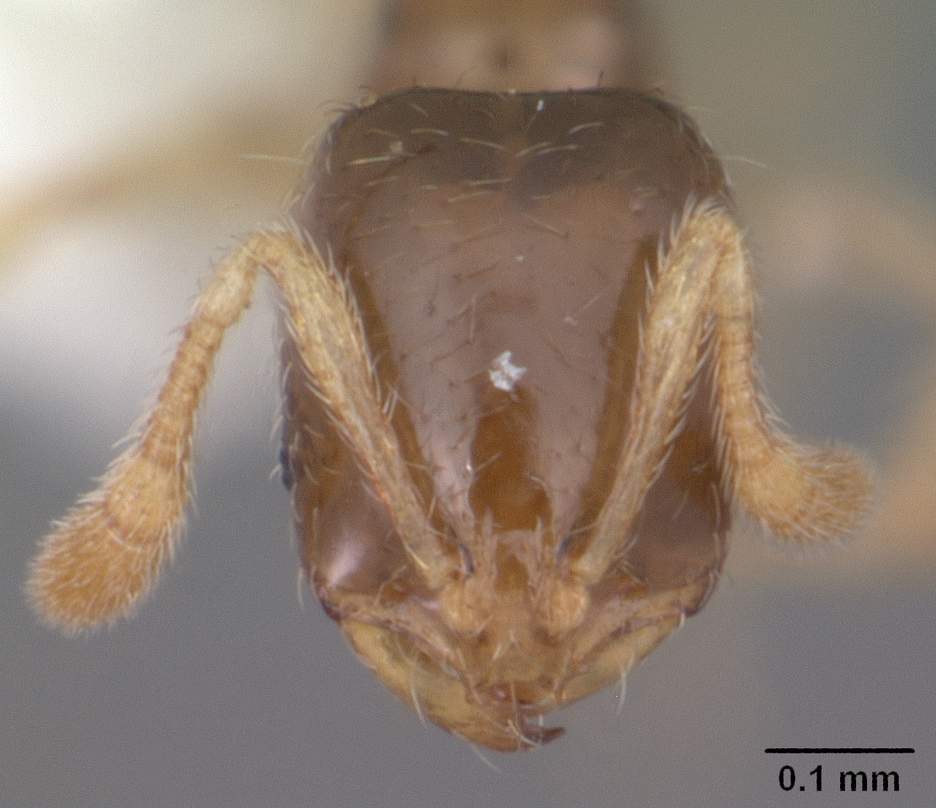
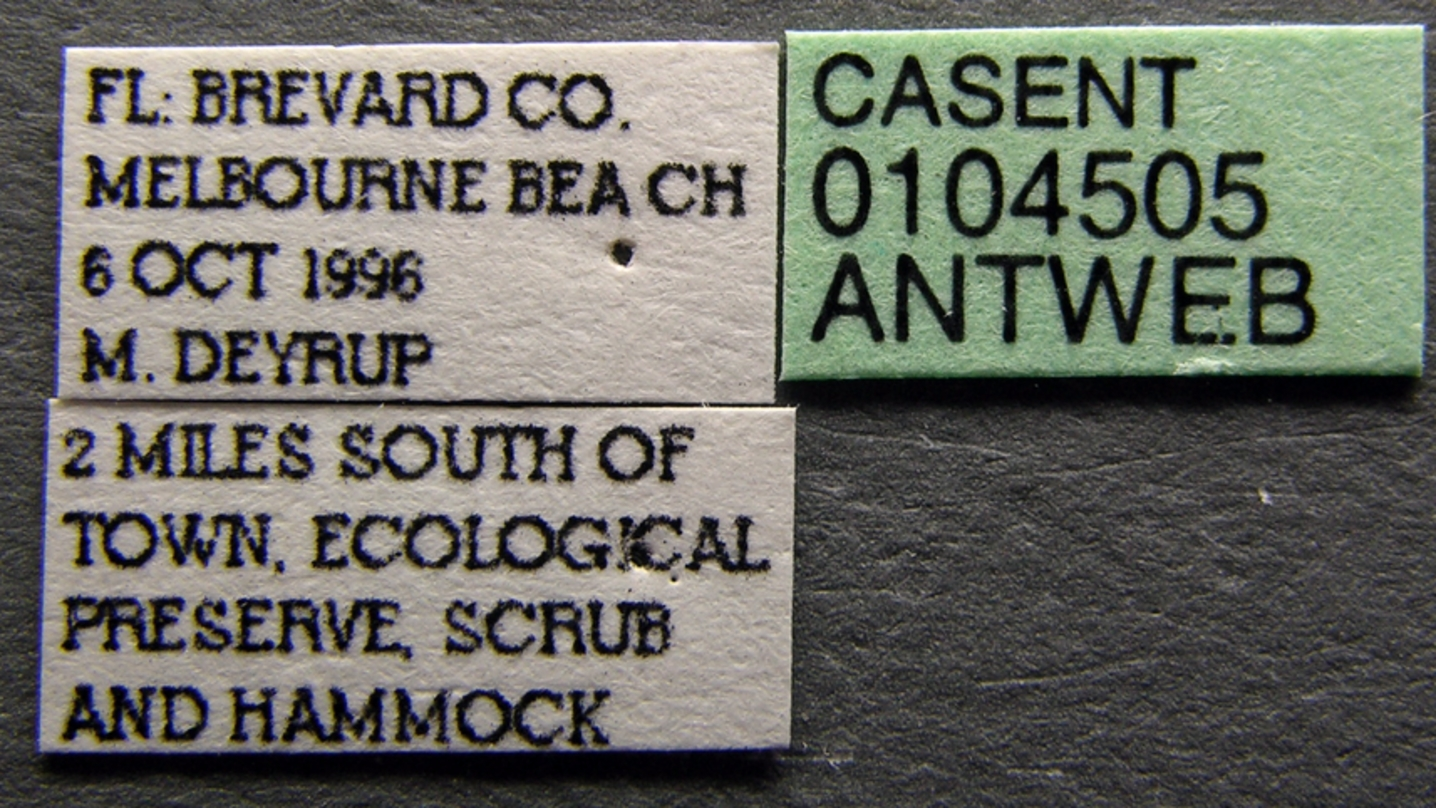
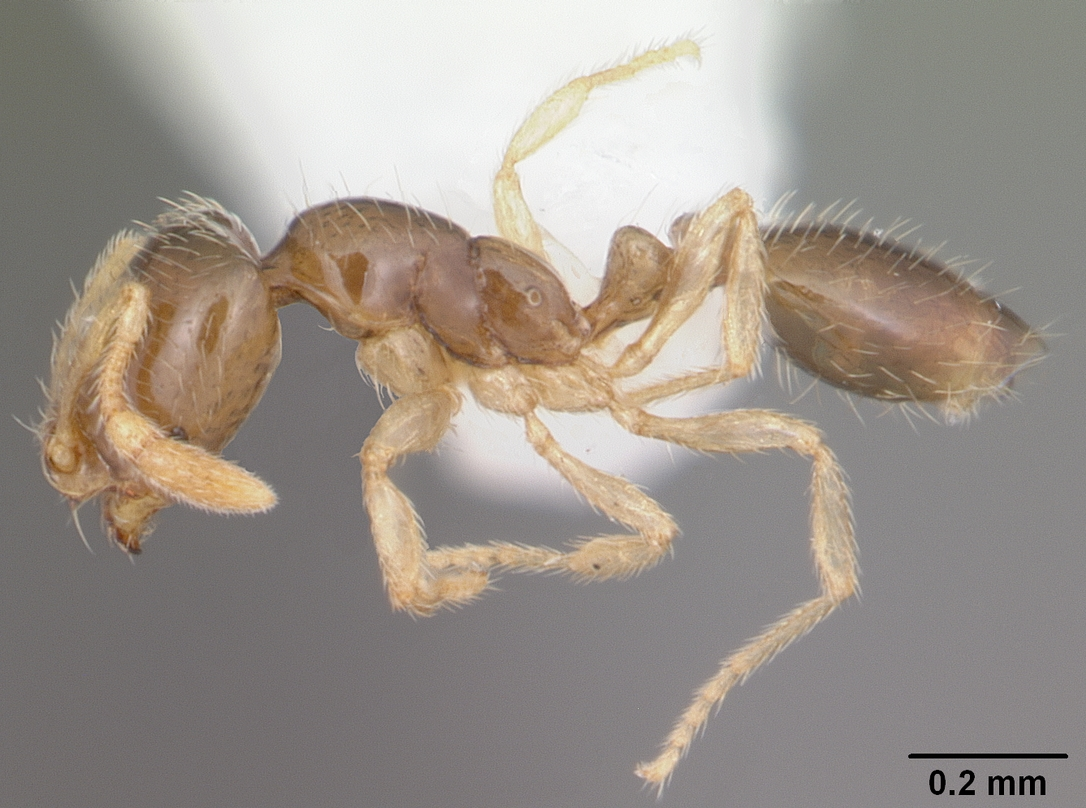